# Acronicta pacifica
Acronicta pacifica là một loài bướm đêm trong họ Noctuidae.